# Catriel Sánchez
Catriel Sánchez (ur. 17 lipca 1998 w Las Varillas, w prowincji Córdoba, Argentyna) – argentyński piłkarz, grający na pozycji napastnika.

## Kariera piłkarska

### Kariera klubowa
Wychowanek klubu Talleres Córdoba. W czerwcu 2017 rozpoczął karierę piłkarską w pierwszym składzie Talleres Córdoba. 1 marca 2018 zasilił skład ukraińskich Karpat Lwów. 2 stycznia 2019 wrócił do Talleres Córdoba.

### Kariera reprezentacyjna
W 2017 został powołany do młodzieżowej reprezentacji Argentyny.